# العلاقات الكازاخستانية اللوكسمبورغية
العلاقات الكازاخستانية اللوكسمبورغية هي العلاقات الثنائية التي تجمع بين كازاخستان ولوكسمبورغ.

## مقارنة بين البلدين
هذه مقارنة عامة ومرجعية للدولتين:
| وجه المقارنة                                              | كازاخستان                      | لوكسمبورغ                                                     |
| --------------------------------------------------------- | ------------------------------ | ------------------------------------------------------------- |
| المساحة (كم2)                                             | 2.72 مليون                     | 2.59 ألف                                                      |
| عدد السكان (نسمة)                                         | 17.95 مليون                    | 599.45 ألف                                                    |
| الكثافة السكانية (ن./كم²)                                 | 6.6                            | 231.45                                                        |
| العاصمة                                                   | نور سلطان                      | لوكسمبورغ                                                     |
| اللغة الرسمية                                             | اللغة القازاقية، اللغة الروسية | اللغة اللوكسمبورغية، لغة فرنسية، اللغة الألمانية              |
| العملة                                                    | تينغ كازاخستاني                | يورو، فرنك لوكسمبورغ                                          |
| الناتج المحلي الإجمالي (بليون دولار)                      | 159.41 مليار                   | 62.40 مليار                                                   |
| الناتج المحلي الإجمالي (تعادل القوة الشرائية) بليون دولار | 439.39 مليار                   | 58.13 مليار                                                   |
| الناتج المحلي الإجمالي الاسمي للفرد دولار أمريكي          | 10.51 ألف                      | 101.45 ألف                                                    |
| الناتج المحلي الإجمالي للفرد دولار أمريكي                 | 24.23 ألف                      | 101.93 ألف                                                    |
| مؤشر التنمية البشرية                                      | 0.788                          | 0.892                                                         |
| رمز المكالمات الدولي                                      | +7                             | +352                                                          |
| رمز الإنترنت                                              | .kz، .қаз ‏                     | .lu                                                           |
| المنطقة الزمنية                                           | ت ع م+05:00، ت ع م+06:00       | توقيت وسط أوروبا، ت ع م+01:00، ت ع م+02:00، أوروبا/لوكسمبورج ‏ |

## منظمات دولية مشتركة
يشترك البلدان في عضوية مجموعة من المنظمات الدولية، منها:
| علم المنظمة | اسم المنظمة                               | تاريخ انضمام كازاخستان | تاريخ انضمام لوكسمبورغ |
| ----------- | ----------------------------------------- | ---------------------- | ---------------------- |
|             | الاتحاد البريدي العالمي                   | ?                      | ?                      |
|             | بنك التنمية الآسيوي                       | 1994                   | 2003                   |
|             | يونسكو                                    | 22 مايو 1992           | 27 أكتوبر 1947         |
|             | البنك الدولي للإنشاء والتعمير             | 23 يوليو 1992          | 27 ديسمبر 1945         |
|             | وكالة ضمان الاستثمار متعدد الأطراف        | 12 أغسطس 1993          | 29 أغسطس 1991          |
|             | الاتحاد الدولي للاتصالات                  | 23 فبراير 1993         | 2 مارس 1866            |
|             | منظمة الشرطة الجنائية الدولية             | ?                      | ?                      |
|             | مؤسسة التمويل الدولية                     | 30 سبتمبر 1993         | 4 أكتوبر 1956          |
|             | مجموعة الموردين النوويين                  | ?                      | ?                      |
|             | الأمم المتحدة                             | 2 مارس 1992            | 24 أكتوبر 1945         |
|             | منظمة الأمن والتعاون في أوروبا            | 30 يناير 1992          | 25 يونيو 1973          |
|             | مؤسسة التنمية الدولية                     | 23 يوليو 1992          | 4 يونيو 1964           |
|             | الفريق المعني برصد الأرض                  | ?                      | ?                      |
|             | منظمة حظر الأسلحة الكيميائية              | ?                      | ?                      |
|             | المركز الدولي لتسوية المنازعات الاستشارية | 21 أكتوبر 2000         | 29 أغسطس 1970          |

## وصلات خارجية
- موقع وزارة الخارجية الكازاخستانية
- موقع وزارة الخارجية اللوكسمبورغية